# Miguel Torres (taekwondo)
Miguel Torres (1 de noviembre de 1976) es un deportista puertorriqueño que compitió en taekwondo. Ganó una medalla de bronce en el Campeonato Panamericano de Taekwondo de 1994 en la categoría de –54 kg.

## Palmarés internacional
| Campeonato Panamericano | Campeonato Panamericano | Campeonato Panamericano | Campeonato Panamericano |
| Año                     | Lugar                   | Medalla                 | Categoría               |
| ----------------------- | ----------------------- | ----------------------- | ----------------------- |
| 1994                    | Heredia (Costa Rica)    | Medalla de bronce       | –54 kg                  |